# 表現 (数学)
数学における表現（ひょうげん、英: representation, 独: Darstellung）とは、ある体系に対してそれを類型的に書き表すことのできる数理モデルを構成すること、あるいは構成されたモデルそのもののことを言う。公理によって定義される抽象空間、たとえばユークリッド空間のようなものに座標を入れて数の組からなる空間 Rn と見なしたり、たとえば抽象群のようなものをある具体的な空間上の変換群として表すような、扱いやすさ・具体性を増すようなものが通常は扱われる。
線型写像の行列による表現（行列表現）や、群の置換による表現（置換表現）などは典型的な表現の例である。とくに、ガロア理論（ガロアの逆問題）はガロア群を根の置換として表すという意味で表現の理論の一つであるということができる。また p 進数の概念は類体論の研究において代数関数の類似物として有理数を“表現”することによってクルト・ヘンゼルが得たものである。
構成される表現は多くの場合、もとの体系に対して何らかの意味で「潰れている」。潰れていない表現は忠実 (faithful) であるとか同型的 (isomorphic) であるなどという。忠実な表現はもちろん重要であるが、一般にはある体系の表現の全体というものを考えることによってもとの体系を「復元」することが興味の対象となる。したがって、表現の分類によってもとの体系を特徴付けることが、表現に関する理論の研究の大きな指針の一つとなる。あるいは表現の仕方に依らずに決まる性質を抽出することによって元の体系の分類を与えるようなことも考えられる。
一般に表現論と呼ばれる分野では、典型的に群や環などといった代数系（一般にはリー群やリー環のような位相を伴う系）の線型空間・射影空間あるいはもっと一般の加群などにおける表現（線型表現・射影表現）が取り扱われる。これはつまり、作用を持つ加群の理論である。そこでは抽象的な群・環を線型写像の成す群・環として、とくに有限次元空間における表現はさらに行列によって、書き表されることになり、古典群と呼ばれる一般線型群の代数的な部分群・商群たちやその上の調和解析が、関数解析学や組合せ論などの言葉を用いて展開される。線型表現などでは特に、空間に係数が考えられるため、係数の取替えによる類似の議論や類似物の構成がしばしば行われるが、標数 0 の場合の通常表現や正標数の場合のモジュラー表現などを比較すると、それらの様子は大きく変わってくる。